# Alexander Beaufort Meek
Alexander Beaufort Meek (ur. 17 lipca 1814 w Columbii, zm. 1865) – prawnik i poeta amerykański, szachista. Jego rodzicami byli wielebny dr Samuel Mills Meek i Anne McDowell Meek. W 1819 razem z rodzicami mały Alexander przybył do Tuscaloosy w stanie Alabama. W wieku 15 lat zapisał się na University of Georgia. Kiedy w 1831 otworzono uniwersytet w Alabamie, został jego studentem. W 1833 uzyskał bakalaureat. W 1836 uzyskał magisterium, a po latach, w 1844, również magisterium honorowe na Uniwersytecie Georgii. W 1845 uzyskał uprawnienie do wykonywania zawodu prawnika. W czasie walk z Indianami służył jako ochotnik w armii. W 1836 gubernator Clement C. Clay powołał go na wakujące stanowisko prokuratora stanowego. Wydawał też pisma Flag of the Union (1835-1839) i Southron (1839-1842). W 1842 gubernator Benjamin Fitzpatrick mianował go sędzią. W 1845 prezydent James Polk powołał go na stanowisko podsekretarza skarbu. Jako poeta Meek zapisał się w historii poematem epickim The Red Eagle. A Poem of the South (1855) i zbiorkiem Songs and Poems of the South (1857).